# Astacoides madagascarensis
Astacoides madagascarensis é uma espécie de crustáceo da família Parastacidae.
É endémica de Madagáscar.